# Budapesti Labdarúgó Alszövetség
A Budapesti Labdarúgó Alszövetség (BLASZ) a Magyar Labdarúgó-szövetség országos (központi) és budapesti kerülete. 1926-ban a BLASZ, a magyar futballszövetség újjáalakulásakor az országos szervezeti változás (az MLSZ irányítása alatt hét részre tagolták az országos labdarúgás működését) egyik kiemelt egysége. Hosszú időn keresztül vita volt, az amatőr egyesületek között, a leendő elnökség tagjainak kiválasztásáról. A két szemben álló amatőr tábor végül megegyezett, és első elnökének Zsarnóczay Jánost (magyar királyi gazdasági főtanácsos) választották meg. Az első titkár Lénárt Ernő volt. Az elöljáró szervezetek vezetői dr. Szendy Károly Budapest Székesfőváros polgármestere, dr. Usetty Béla az MLSZ Elnöke, dr. Kelemen Kornél az Országos Testnevelési Tanács elnöke is nagyra értékelte a Alszövetség megalakulását. Bíztak abban, hogy az amatőr labdarúgó egyesületek száma jelentősen növekedni fog. Az elöljárók pozitív véleményalkotások egyben szakmai és anyagi támogatást is biztosítottak.
A BLASZ elsősorban a szövetség egységét teremtette meg. Felismerték, az amatőr sport ereje a tömegek önzetlen, áldozatos munkájában és egy ideális célért való rajongásban rejlik. Ez a felismert szemlélet a gyakorlatban is sikeresnek bizonyult a szövetség kezdeti és későbbi évek munkájában is. Voltak nehéz időszakok, a gazdasági viszonyok következtében számos neves klub szűnt meg – elállt a labdarúgás működtetésétől –, az élet törvényei szerint azonban újak alakultak a helyükre. Belső harcok is előfordultak, amire a csapat illetve csapatvezetői érdekek előtérbe helyezése volt jellemző. Az egyesületek, a csapatok erősödtek. Kidolgozták a vezetés-irányítás rendszerét és megszervezték az ehhez szükséges lelkes szakértők gárdáját.
Az elnökség előremutató, hosszabb távra szóló határozatokat hozott:
- kezdeményezte a sportolók rendszeres orvosi kezelését. Elősegítve a Sportorvosi Intézet alapját,
- az utánpótlás fejlesztésére bevezették az újonc bajnokságot,
- a csapatképviselők, az intézők – szövetségi képviselők – részére tanfolyamokat tartottak,
- a tömegbázis szélesítése érdekében szoros kapcsolatot alakítottak a ki a KISOK (Iskolai Sportegyesülete) és a Testnevelők Tanári Karával,
- rendszeres munkakapcsolatot alakítottak ki a Fővárosi Sporthivatallal és az MLSZ-szel.

A BLASZ az ország legnagyobb elnökségévé fejlődött. Működő tagegyesületeinek száma 140,   közel 30 000 igazolt játékossal és 4800 újonccal szolgálták a futball népszerűsítését. A bajnokságokban az I. osztály két csoportjában 14-14, a II. osztály két csoportjában 17-17, a III. osztály három csoportjában 17-16-16, a IV. osztály két csoportjában 14-14 egyesület szerepelt. Az országos amatőr labdarúgó bajnokság döntő mérkőzésein a főváros futballsportjának képviseletében az I. osztály két csoportjának győztese jogosult a részvételre. A BLASZ irányítása alá tartozott a budapesti játékvezetők  képzése, vizsgáztatása, ellenőrzése és foglalkoztatása. A II. világháború egy időre megakadályozta a tervezett program folytatását. A háború befejeztével módosított programmal folytatták a munkát, igazodva a megváltozott körülményekhez. Szélesedett a sportolók tábora, létrehozták a serdülő, az ifjúsági utánpótlás rendszert. A felnőtt csapatok működését a vállalatok anyagilag is segítették. 
Az országos és a budapesti vezetés 1957-ben vált el – a nagy átalakításnál – egymástól. Minden megye önálló Sporthivatalt, labdarúgó-szervezeti egységet szervezett. Az elkövetkező években a BLSZ kialakította a megváltozott körülményeknek megfelelő munkaprogramját. A megnövekedett feladatok folyamatosan igényelték, az elnök személyének és az elnökség tagjainak többszöri változtatását. A szükségszerű változások nem befolyásolták a BLSZ szakmai működését, amit az elmúlt évtizedekben a Főváros Főpolgármesteri Hivatalának Sport Ügyosztálya és az MLSZ is pozitívan értékelt.
2005-ben lejárt a választott elnökség mandátuma. 2005 és 2007 között az új elnökség megválasztása körül rengeteg – sportszerűtlen (a hatalomszerzés érdekében kialakult csoportok) – bonyodalom alakult ki. Hol a rendes elnök, hol alelnök, hol a főtitkár kapott lehetőséget az ideiglenes ügyvivői feladat ellátására. 
2007 májusában az MLSZ időpont kijelölésével és szervezési segítségével megtarthatták a BLSZ választási közgyűlését. A BLSZ új elnökének Török Károlyt választották meg.  Az elnökségbe választott tagok, kellő ismerettel rendelkeztek a főváros amatőr labdarúgásáról. A felkért szponzorok is bemutatkoztak és írásban biztosították a BLSZ anyagi segítségét. 2010 végéig 75 millió forint értékben nyújtottak segítséget (működési, táborozási, felszerelési, versenyek, egyes esetekben a játékvezetői díjak átvállalása, stb.).  A 2010-ben megválasztott új MLSZ elnökség határozata értelmében a magyar labdarúgás eddigi szervezeti rendszerét, új – a társadalmi és gazdasági változások értékeléseként -  alapokra helyezi. 2011-től az elnöki rendszert, felváltotta az igazgatósági szervezet. A vezetői pozíciókra pályázatot hirdettek. A pályázaton győztes, a BLSZ első igazgatója Lovász Tamás István az addigi főtitkár lett.
Az új szervezeti rendszer új feladatokat követelt meg:
- a Szövetség Működész Szabályzata frissült meg,
- elfogadták az elnöki elvárást: a klubokért dolgozunk,
- etikai vezérfonal a: kölcsönös tisztelet, az őszinteség, az emberséges magatartást, a panaszok korrekt kezelése lett,
- a szponzorok áldozatkész támogatásának eredményeként az éves költségvetés biztosította a klubok anyagi segítését,
- a játékvezetés újra kiemelt szerepet kapott (toborzás, képzés, ellenőrzés, foglalkoztatás, ruházati és technikai eszközökkel történő ellátás segítése),
- kemény fellépés történt a játéktéren elkövetett durvaságokkal szemben,
- a több mint 12 000 játékos hetenkénti szórakozásának érdekében a Bizottságok teljes aktivitással dolgoznak, munkájukat nagymértékben segíti a kialakított informatika rendszer,

## Szövetségi helyiségei
- Budapest, VIII. kerület Rákóczi út 63. I. emelet.
- Budapest, V. kerület 1053. Curia u. 3. 1/2 e. 2.

## Elnökök és Főtitkárok
- 1926-1939 között
  - Elnök: Zsarnóczay János
  - Titkár:
    - 1926-1929 között: Lénárt Ernő
    - 1929-ben: Kovács Leó
    - 1930-1931 között: Nádas Ödön
    - 1931-1938 között: Lénárt Ernő
    - 1939-ben Barcsay János

1939-1942 között:
- - Elnök: Barcsay János
  - Titkár:
    - Dr. Kovács Endre
    - 1942-ben: Nagy Zoltán

1942-1945 között:
- - Elnök: Kulcsár Sándor
  - Titkár:
    - 1943-1945 között: Bottka György
    - 1945-1949 között: Gárdonyi Henrik

1950-1955 között
- - Elnök:
  - Titkár:

1955-1967 között
- - Elnök: Kiss Hugó
  - Titkár:
    - 1950-1959 között: Földesi Péter
    - 1959-1982 között: Góliás Róbert

1967-1972 között
- - Elnök:
  - Titkár:

1972-1985 között
- - Elnök: Dr. Tímár György
  - Titkár:
    - 1983-1989 között: Somogyi Mihály

1986-1989 között
- - Elnök:  Kakó Gyula Árpád
  - Titkár: Somogyi Mihály

1990-1998 között 
- - Elnök: Martos Győző
  - Titkár: Vad István

1998-2002 között
- - Elnök: Dr. Lévay Tibor
  - Titkár:
    - 2002-2006 között: Vida Gábor

2002-2005 között
- - Elnök: Fa Sándor
  - Titkár: Vida Gábor

2006-ban
- - Elnök: Kovács Attila
  - Titkár:
    - Vida Gábor
    - 2006-2007 között: Maros Réka

2007-2010 között
- - Elnök: Török Károly
  - Titkár: Lovász Tamás István

2011-től
- - Igazgató: Lovász Tamás István
  - Titkár: